# Metropolia di Lemno e Agiostrati

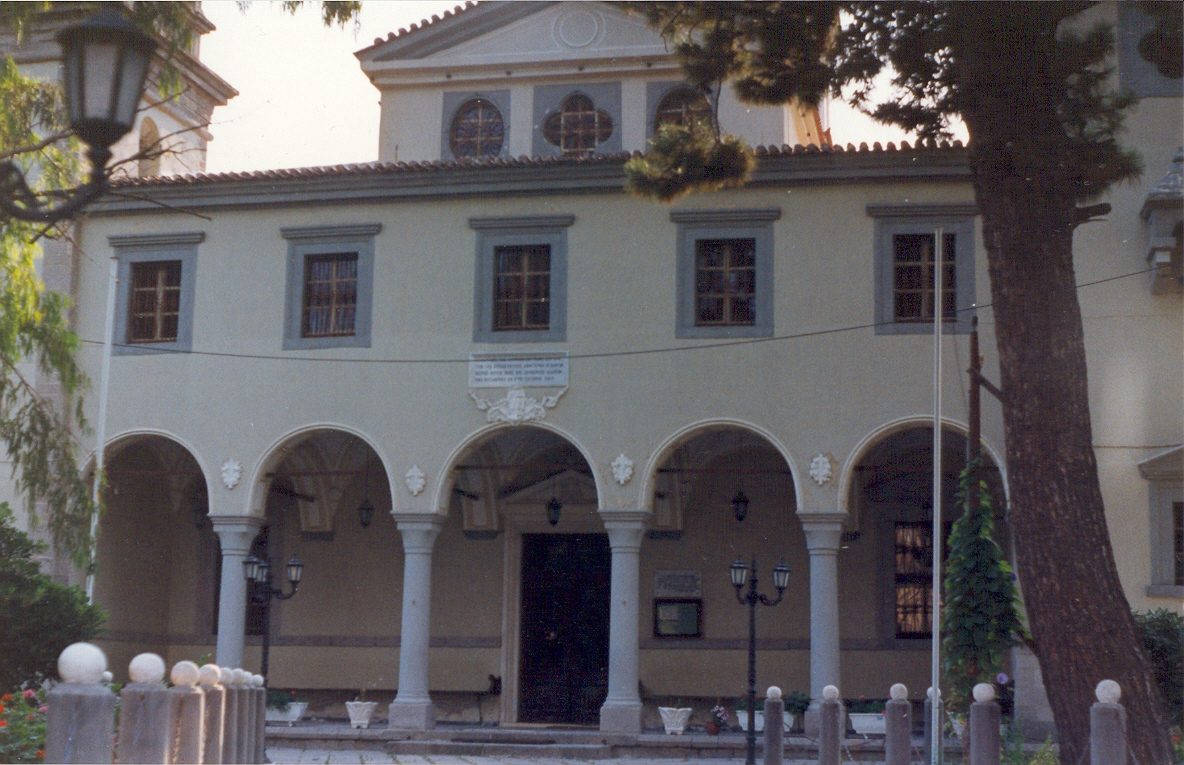
La cattedrale della Santissima Trinità di Mirina.

La metropolia di Lemno e Agiostrati (in greco Ιερά Μητρόπολις Λήμνου και Αγίου Ευστρατίου?, Ierá Mitrópolīs Lemnou kai Aghiou Efstratiou) è una diocesi del Patriarcato ecumenico di Costantinopoli, pastoralmente affidata alla Chiesa di Grecia.
Dall'11 ottobre 2019 il metropolita è Ieroteo Kalogeropoulos.

## Territorio
La metropolia comprende le isole di Lemno e di Agiostrati nella parte nord-orientale del mare Egeo.
Sede del metropolita à la città di Mirina, dove si trova la cattedrale della Santissima Trinità.
Al 2007 la metropolia comprendeva 37 parrocchie.
Dal punto di vista canonico, essa fa parte del Patriarcato ecumenico di Costantinopoli. Tuttavia, trovandosi in territorio greco, la gestione pastorale è affidata alle cure dell'arcivescovo di Atene e della Chiesa di Grecia.

## Storia
Lemno è un'antica sede arcivescovile della Grecia, sull'isola omonima. Reperti epigrafici cristiani, scoperti sull'isola, indicherebbero una presenza cristiana già durante l'impero di Caracalla (211-217). La prima testimonianza della diocesi risale alla prima metà del IV secolo, con il vescovo Strategio, che figura nella lista dei padri del concilio di Nicea del 325. In questa lista, il nome di Strategio compare due volte: come vescovo di Lemno nella provincia ecclesiastica delle Isole; e come vescovo di Hephaestiam nella provincia ecclesiastica dell'Acaia.
L'assenza di Lemno nelle prime Notitiae Episcopatuum del patriarcato di Costantinopoli indicherebbe la sua appartenenza alla prefettura del pretorio dell'Illirico, che fino alla prima metà dell'VIII secolo era sottomesso alla giurisdizione dei vescovi di Roma e non dei patriarchi di Costantinopoli. Nel IX secolo Lemno fu elevata al rango di arcidiocesi autocefala, ossia dipendente direttamente dal patriarca e non da un metropolita locale; il primo arcivescovo noto è Arsenio, che prese parte al concilio di Costantinopoli dell'879-880 che riabilitò il patriarca Fozio. Questa promozione è documentata nella Notitia Episcopatuum datata ai primi anni del X secolo, dove Lemno appare al 39º posto tra le 51 arcidiocesi autocefale del patriarcato.
Durante la quarta crociata (1204), per la sua povertà e desolazione, la Santa Sede non eresse a Lemno nessuna diocesi di rito latino, e il suo territorio fu sottomesso al patriarcato di Costantinopoli dei Latini, decisione confermata da papa Onorio II l'8 aprile 1225. Durante l'occupazione latina, non sono documentati arcivescovi di Lemno per quasi un secolo, fino a Giacomo I, eletto a febbraio 1321: in questa occasione, la sede di Lemno è unita a quella di Imbros. Quest'unione dovette durare ben poco, perché agli inizi del XV secolo, probabilmente nel 1428/1429, Lemno fu elevata al rango di metropolia; il primo metropolita noto è Giuseppe, che autentificò con la sua firma un atto del 1425 posteriormente a questa data.
Un atto del 1321 circa attesta la presenza sull'isola di una ventina di santuari, mentre altri documenti dello stesso secolo riportano una decina di monasteri. Di questi luoghi di culto oggi non resta più nulla.
Da gennaio 1862 la metropolia cambiò ufficialmente nome in "metropolita di Lemno e Agiostrati", attestato per la prima volta nel 1821, e il suo metropolita fu onorato del titolo di "ipertimo e esarca di tutto il mar Egeo".
Nel 1928 Lemno e tutte le altre diocesi del patriarcato di Costantinopoli in territorio greco liberate dall'occupazione ottomana nel 1912, furono affidate, tramite un accordo tra le parti, alle cure della Chiesa di Grecia.

## Cronotassi

### Vescovi
- Strategio † (menzionato nel 325)
- Silvano † (prima del 681 - dopo il 692)
- Anonimo † (tra il 741 e il 745)
- Giovanni † (menzionato nel 787)
- Anonimo † (menzionato nel 796)

### Arcivescovi
- Arsenio † (menzionato nell'879)
- Stefano † (prima metà del X secolo)
- Anonimo † (dimissionario prima del 925)[2]
- Nicola † (prima del 1027 - dopo il 1028)
- Paolo † (menzionato nel 1054)
- Anonimo † (menzionato nel 1066)
- (Romano ?) Pantaktene † (all'epoca del patriarca Nicola III Grammatico)[3]
- Basilio I † (tra XI e XII secolo)
- Michele † (prima del 1136 - dopo il 1157)[4]
- Alessandro † (prima del 1168 - dopo gennaio 1170)[5]
- Costantino † (prima di maggio 1172 - dopo luglio 1173)
- Basilio II † (prima del 1191 - dopo il 1197)
- Leone † (menzionato nel 1209)
- Anonimi † (menzionati nel 1305, 1310 e 1316)
- Giacomo I † (febbraio 1321 - dopo il 1331)
- Gregorio I † (documentato nel 1365 e nel 1367)
- Anonimi † (documentati dal 1381 al 1395)
- Gregorio II † (menzionato nel 1414)
- Dositeo † (prima del 1430)

### Metropoliti
- Giuseppe † (dopo il 1425)
- Giacomo II † (menzionato nel 1447)
- Dionisio I † (menzionato nel 1463)
- Joasaph † (prima del 1497 - dopo il 1500)
- Pacomio † (menzionato nel 1541)
- Massimo † (prima del 1565)
- Neofito † (menzionato nel 1565)
- Anonimo † (menzionato nel 1572)
- Zaccaria I † (menzionato nel 1575)
- Metrofane I † (menzionato a maggio 1590)
- Antimo † (menzionato a giugno 1591)
- Metrofane I † (prima di maggio 1593 - circa 1605 deceduto)[6]
- Metrofane II † (circa 1605 - dopo il 1606)
- Clemente I † (prima di aprile 1610 - agosto 1616 deposto)
- Callisto I † (agosto 1616 - dicembre 1616 deceduto)
- Clemente I † (dicembre 1616 - ?) (per la seconda volta)
- Anonimi † (documentati dal 1617 al 1623)[7]
- Gerasimo † (menzionato nel 1632)
- Ignazio I † (11 maggio 1642 - circa 1644 deceduto)
- Callisto II † (15 luglio 1644 - ? deceduto)
- Paisio †
- Clemente II † (16 aprile 1653 - giugno 1654 deceduto)
- Gioacchino I † (giugno 1654 - febbraio 1655 deceduto)
- Partenio I † (febbraio 1655 - circa 1661 deceduto)
- Gioacchino II † (giugno 1661 - settembre 1661 eletto metropolita di Pisidia)
- Filoteo † (3 novembre 1661 - ?)
- Anonimo † (menzionato nel 1684)
- Partenio II †
- Galaktion † (27 settembre 1697 - circa 1698 deceduto)
- Macario I † (28 agosto 1698 - settembre 1698 deceduto)
- Ilarione † (? - 21 settembre 1698 deceduto)
- Gioannichio I † (prima del 1707 o 1710 - dopo il 1713)
- Dionisio II † (menzionato a gennaio 1719)
- Gioannichio II ? † (prima di maggio 1721 - dicembre 1727 dimesso)
- Partenio III † (attestato nel 1725 o 1731)
- Partenio IV † (prima del 1743 - maggio 1756 dimesso)
- Ignazio II † (19 maggio 1756 - agosto 1756 dimesso o deceduto)
- Ieroteo † (agosto 1756 - 1764 dimesso)
- Geremia † (1º maggio 1764 - ?)
- Dionisio III † (menzionato a giugno 1769)
- Gioacchino III † (? - 1770 deceduto)
- Zaccaria II † (aprile 1771 - circa marzo 1777 deceduto)
- Callinico † (marzo 1777 - circa luglio 1795 dimesso)
- Teocleto † (luglio 1795 - febbraio 1814 deceduto)
- Macario II † (febbraio 1814 - marzo 1824 eletto metropolita di Tessalonica)
- Nettario † (marzo 1824 - maggio 1836 eletto metropolita di Nyssaba)
- Geronimo † (maggio 1836 - aprile 1839 deposto)
- Daniele Aritzanes † (aprile 1839 - dicembre 1853 deceduto)
- Gioacchino IV † (28 dicembre 1853 - circa agosto 1888 deceduto)
- Cirillo Demetriades † (11 ottobre 1888 - 3 gennaio 1890 eletto metropolita di Adrianopoli)
- Atanasio Kapolares † (14 febbraio 1890 - 3 giugno 1899 eletto metropolita di Kastoria)
- Diodoro Maskas † (15 giugno 1899 - settembre 1905 deceduto)
- Gennadio Alexiades † (4 ottobre 1905 - 22 maggio 1912 eletto metropolita di Tessalonica)
- Stefano Danielides † (31 maggio 1912 - maggio 1947 dimesso)
- Basilio Ateses † (6 settembre 1949 - 12 settembre 1950 dimesso)
- Dionisio Karalampous † (25 ottobre 1951 - 3 febbraio 1969 eletto metropolita di Tricca e Stagoi)
- Pantalemone Martyres † (12 maggio 1969 - novembre 1988 dimesso)
- Ieroteo Garyphallos † (15 novembre 1988 - 26 agosto 2019 deceduto)
- Ieroteo Kalogeropoulos, dall'11 ottobre 2019